# Aeroportul Mariehamn
Aeroportul Mariehamn (IATA: MHQ, ICAO: EFMA) este un aeroport din Jomala, Insulele Åland, State Department of Åland⁠(d), Finlanda ce deservește zona Mariehamn. Aeroportul a fost tranzitat în 2022 de 26.639 de pasageri. A fost numit după zona deservită.
Situat la o altitudine de 5 m, aeroportul dispune de 1 pistă. Este operat de Finavia⁠(d).

## Infrastructură

### Piste
Aeroportul dispune de o singură pistă. Pista 03/21 are suprafața de asfalt și dimensiunile 1.903 m × 60 m. 